# Muuttosaari (ö i Södra Savolax, S:t Michel, lat 61,44, long 26,79)
Muuttosaari är en ö i Finland. Den ligger i sjön Pyhävesi och i kommunen Mäntyharju i den ekonomiska regionen  S:t Michel och landskapet Södra Savolax, i den södra delen av landet, 170 km nordost om huvudstaden Helsingfors. Öns största längd är 470 meter i öst-västlig riktning.